# زمرة ذئبية

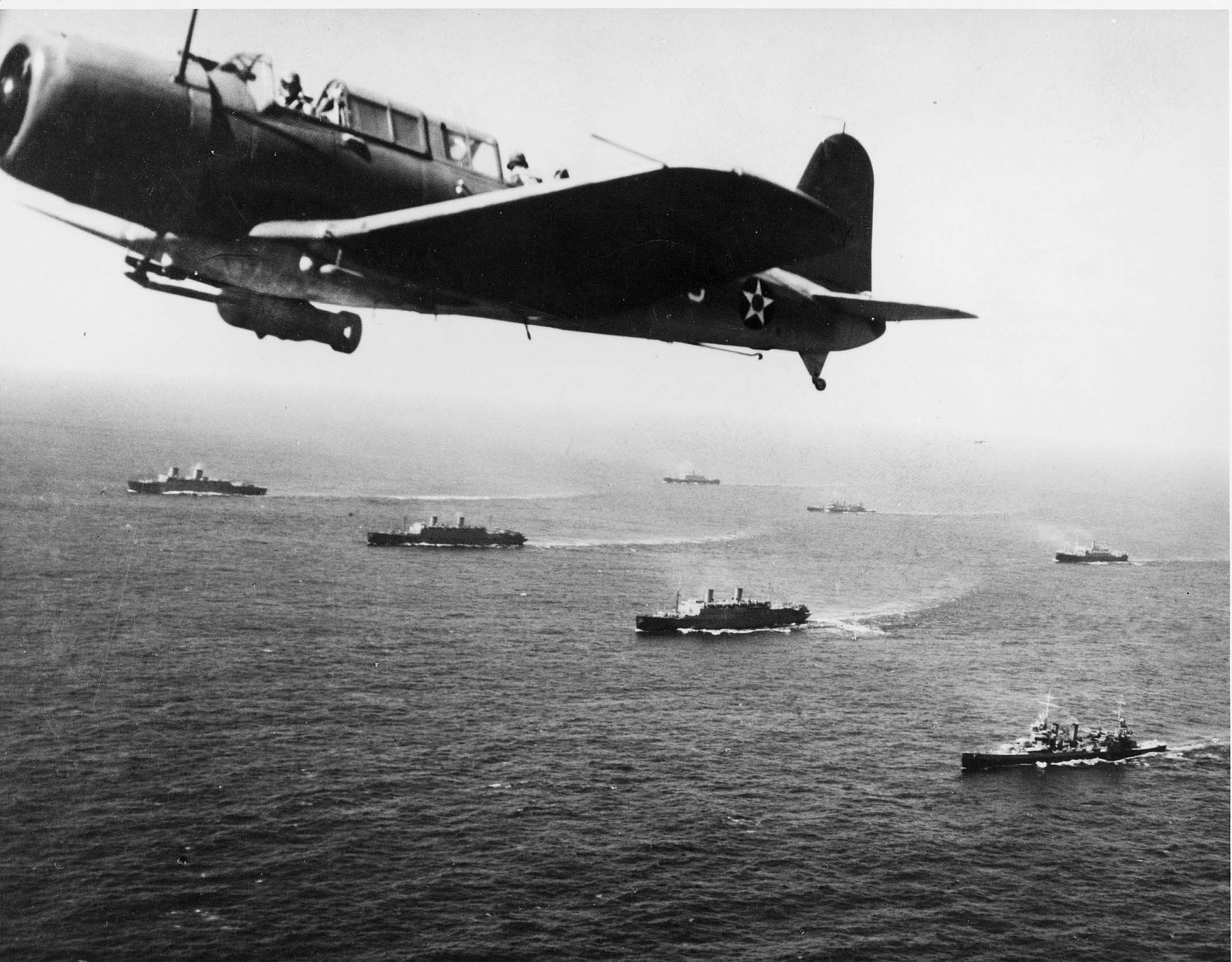

الزمرة الذئبية: وهو مصطلح لوصف تكتيكات الهجوم الجماعي للغواصات الألمانية التابعة لسلاح البحرية كريغز مارين ضد قوافل السفن البحرية خلال ما يعرف ب معركة الأطلسي، لاحقا استعملت الغواصات الأمريكية هذا التكتيك الهجومي أيضا ضد السفن اليابانية في المحيط الهادئ خلال الحرب العالمية الثانية.

## الغواصات الألمانية

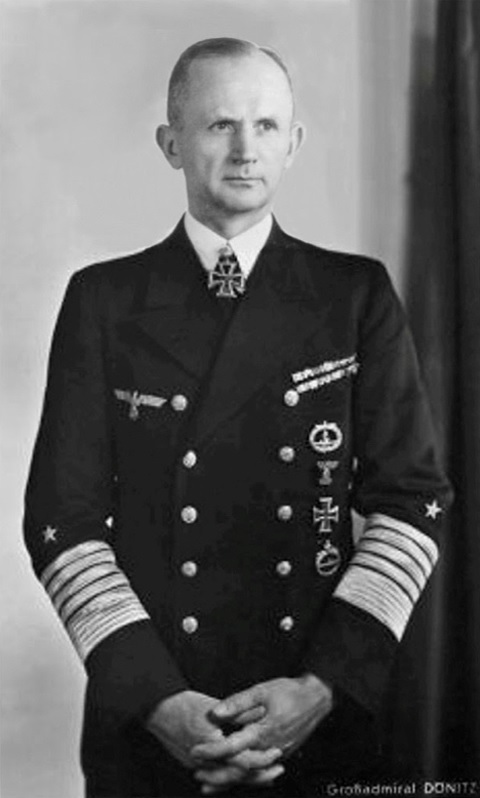
الأدميرال الأكبر كارل دونيتز، وهو ضابط بحري ألماني

استعمل كارل دونيتس المصطلح رودل Rudel لوصف استراتيجيته في حرب الغواصات وأفضل ترجمة ل Rudel هي «قطيع» أو «زمرة» من الحيوانات ولاحقا ما بات يعرف بالإنكليزية ب "wolf pack" أو «الزمرة الذئبية» وهو تعبير مجازي وليس ترجمة حرفية.

### التكتيكات
يقوم ال Befehlshaber der Unterseeboote وترجمتها«قائد الغواصات» بتحديد سير وحركة الغواصات (يو-بوت). تقوم الغواصات بدورياتها بصورة منفردة عادة على الخطوط المنسقة لسير السفن التجارية والمدمرات الصغيرة وحالما ترصد قافلة من هذه السفن تقوم بتحذير ال BdU وهو قائد الغواصات حيث أن مصطلح Rudel ينص على أن ياتي أكبر عدد ممكن من الغواصات (يو-بوت) إلى موقع الهجوم على القافلة بأستثناء الغواصات التي لها اوامر بعدم المشاركة وحال رصد القافلة يقومون بإصدار شارة تعريف لمعرفة عدد الغواصات المتواجدة فاذا كان عدد الغواصات كافيا يقومون بالهجوم.

### الاجراءات المضادة
بالرغم من أن الزمرة الذئبية أثبتت انها تشكل تهديد كبير لسفن الحلفاء إلا أن الحلفاء قامو بتطوير اجراءات مضادة لمواجهة الزمرة الذئبية. إذ ان تكتيك الزمرة الذئبية كان يتطلب إجراء اتصالات راديو مكثفة بين الغواصات مما جعل هذه الموجات عرضه للرصد عن طريق جهاز يعرف ب (كاشف اتجاه الذبذبة العالية)(High Frequency Direction Finder) أو (HF/DF or "Huff-Duff") مما سمح للحلفاء بكشف مكان الغواصات (يو-بوت) ومهاجمتها، كذلك الغطاء الجوي الكثيف للطائرات المزودة بالرادار وحاملات الطائرات المرافقة للقوافل البحرية ومناطيد المراقبة جعل مهمه كشف الغواصات أسهل كما استعملت مدمرات الحلفاء قنابل الاعماق والغاما يمكن رميها من جانب السفن الحربية ساهم في تعقيد تكتيكات الزمرة الذئبية.

## الغواصات الأمريكية
استعملت الغواصات الأمريكية تكتيكات الزمرة الذئبية تحت مسمى (مجموعات الهجوم المنظم) والتي كانت تشمل على 3 غواصات عاده تعمل معا تحت قيادة واحدة.

## الحرب الباردة
خلال الحرب الباردة لم يعد استعمال تكتيكات الزمرة الذئبية رائجا وذلك للتقدم التكنولوجي الكبير الذي طرأ على الغواصات حيث باتت إمكاناتها وسرعتها في الاعماق أفضل بكثير من غواصات الحرب العالمية الثانية ولم تعد هناك حاجة للغواصات للعمل ضمن مجموعات كبيرة في المياه حيث تقوم بحرية الولايات المتحدة مثلا بتسيير غواصاتها الهجومية ضمن دوريات منفردة ونادرا ما تعمل غواصتين معا في نفس مجموعة حاملات الطائرات علما ان غواصات الصواريخ الباليستية الأمريكية تعمل بصوره منفرده غالبا. كذلك غواصات الصواريخ الباليستية السوفيتية تعمل ضمن مناطق بحرية محصنه ومحمية.
مؤخرا تعبير «الزمرة الذئبية» استعمل لوصف تكتيكات سفن الصواريخ الإيرانية على فرض صدامها مع البحرية الأمريكية.